# Kirchheim bei München
Kirchheim bei München (eller: Kirchheim b.München) er en kommune i Landkreis München (Oberbayern), i den tyske delstat Bayern.

## Geografi
Kirchheim ligger nordøst for München tæt ved motorvejskrydset  München Ost ( A 94 Autobahnring A 99). Til kommunen hører landsbyerne Heimstetten og Hausen. Der er planlagt et nyt bycentrum mellem Kirchheim og Heimstetten.
Kommunen ligger på den østlige del af sletten Münchner Schotterebene, og grænser mod øst til Landkreis Ebersberg.